# Ollmuth
Ollmuth är en kommun och ort i Landkreis Trier-Saarburg i förbundslandet Rheinland-Pfalz i Tyskland.
Kommunen ingår i kommunalförbundet Verbandsgemeinde Ruwer tillsammans med ytterligare 19 kommuner.